# Žutokljuni golub
Žutokljuni golub (peruanska grlica, lat. Columbina cruziana) je grlica kojoj su stanište tropski predjeli Perua i Čilea. Najradije odabire doline pokraj obale, a ulazi i u nastanjena područja te se može vidjeti oko kuća. Žutokljuni golub je dugačak 15 centimetara, sive je boje, s tim da joj je glava tamnija od ostatka tijela. 
Perje na krilima je potpuno crno a pokrovno perje krila je sivo s crnim mrljama. Na prednjem djelu uočljiva je pruga cimetne boje. Sekundarno perje je crne boje s bijelim vrhovima. Noge su ružičaste. Zanimljivo je da je kljun ove grlice jarkožute boje s crnim vrhom a njezino glasanje podsjeća na žabu. Peruanske grlice grade gnijezdo od grančica na visokom stablu a u izgradnji sudjeluju i mužjak i ženka.  U ovo gnijezdo ženka snese dva bijela jaja. Prehrana ove vrste se sastoji od sjemenki koje pronalazi na tlu.

## Vanjske poveznice
|  | Zajednički poslužitelj ima stranicu o temi Columbina cruziana    |
|  | Zajednički poslužitelj ima još gradiva o temi Columbina cruziana |
|  | Wikivrste imaju podatke o taksonu Columbina cruziana             |